# 263
El año 263 (CCLXIII) fue un año común comenzado en jueves del calendario juliano, en vigor en aquella fecha.
En el Imperio romano el año fue nombrado como el del consulado de Albino y Dextro o, menos comúnmente, como el 1016 Ab urbe condita, siendo su denominación como 263 posterior, de la Edad Media, al establecerse el Anno Domini.

## Acontecimientos
- Aureolo se rebela en Retia contra Galieno.
- Liu Hui edita un importante tratado matemático.

## Fallecimientos
- Quinto Nonio Regiliano